# Lliga Catalana de futbol flag
La Lliga Catalana de Futbol Flag Open (LCFF Open) és una competició esportiva de clubs catalans de futbol flag, creada la temporada 1998-99. De caràcter anual, és organitzada per la Federació Catalana de Futbol Americà. Hi participen diversos clubs catalans de futbol americà en la modalitat de futbol flag, disputant una primera fase en format de lligueta. Els millors classificats disputen una fase final en format d'eliminatòria que determina el campió del torneig.
La competició va iniciar-se com a Campionat de Catalunya de futbol flag en la categoria de veterans, i a partir de 2001-02 com a Lliga Catalana de futbol flag veterans. Després de cinc edicions va deixar d'organitzar-se. Va reprendre's la temporada 2005-06 com Lliga Catalana de Futbol Flag Open.
Els dominadors de la competició són els Barcelona Pagesos amb sis títols (2017, 2018, 2019, 2022, 2023 i 2024 i els Barcelona Pops amb tres (2006, 2007 i 2008).

## Historial
| En negreta = Equip guanyador (1) = Nombre de títols |

| Edició                                         | Temp.                                          | Data                                                       | Campió                                                     | Resultat                                                   | Finalista                                                  | Seu                                                        | refs                                           |
| Campionat de Catalunya de Futbol Flag Veterans | Campionat de Catalunya de Futbol Flag Veterans | Campionat de Catalunya de Futbol Flag Veterans             | Campionat de Catalunya de Futbol Flag Veterans             | Campionat de Catalunya de Futbol Flag Veterans             | Campionat de Catalunya de Futbol Flag Veterans             | Campionat de Catalunya de Futbol Flag Veterans             | Campionat de Catalunya de Futbol Flag Veterans |
| ---------------------------------------------- | ---------------------------------------------- | ---------------------------------------------------------- | ---------------------------------------------------------- | ---------------------------------------------------------- | ---------------------------------------------------------- | ---------------------------------------------------------- | ---------------------------------------------- |
| I                                              | 1998-99                                        | 04-07-1999                                                 | Mozarella Sticks                                           |                                                            | Badgers                                                    | Camp Pérez de Rozas, Barcelona                             |                                                |
| II                                             | 1999-00                                        | 28-05-2000                                                 | Barcelona Taurons                                          |                                                            | Badgers                                                    | Estadi Joan Serrahima, Barcelona                           | [ 3 ]                                          |
| III                                            | 2000-01                                        | 09-06-2001                                                 | Barcelona Taurons                                          |                                                            | Tospalante                                                 | Estadi Joan Serrahima, Barcelona                           |                                                |
| Lliga Catalana de Futbol Flag Veterans         |                                                |                                                            |                                                            |                                                            |                                                            |                                                            |                                                |
| I                                              | 2001-02                                        | 06-06-2002                                                 | Barcelona Taurons                                          |                                                            | Fufals                                                     | Centre d'Esports Alfa 5, Barcelona                         |                                                |
| II                                             | 2002-03                                        | 23-06-2003                                                 | Barcelona Taurons                                          |                                                            | Fufals                                                     | CT Hispano Francès, Barcelona                              |                                                |
| Lliga Catalana de Futbol Flag Open             |                                                |                                                            |                                                            |                                                            |                                                            |                                                            |                                                |
| I                                              | 2005-06                                        | 30-04-2006                                                 | Barcelona Pops (1)                                         | 39-13                                                      | Girona Senglars                                            | Santa Cristina                                             |                                                |
| II                                             | 2006-07                                        | 17-06-2007                                                 | Barcelona Pops (2)                                         | 41-38                                                      | Barcelona Pops B                                           |                                                            |                                                |
| III                                            | 2007-08                                        | 15-06-2008                                                 | Barcelona Pops (3)                                         |                                                            | Girona Senglars                                            | Barberà del Vallès                                         |                                                |
| IV                                             | 2008-09                                        | 14-06-2009                                                 | Besòs Turtles (1)                                          | 34-28                                                      | L'Hospitalet Pioners                                       | Badalona                                                   | [ 4 ]                                          |
| V                                              | 2009-10                                        | 30-05-2010                                                 | Barcelona Búfals (1)                                       | 34-28                                                      | Reus Imperials                                             | Can Jofresa, Terrassa                                      | [ 5 ]                                          |
| VI                                             | 2010-11                                        | 18-06-2011                                                 | Barcelona Búfals (2)                                       | 19-18                                                      | Reus Imperials                                             | Reus                                                       | [ 6 ]                                          |
| VII                                            | 2011-12                                        | 03-06-2012                                                 | IES Pere Vives (1)                                         | 39-13                                                      | Caldes Gladiators                                          | Caldes de Montbui                                          | [ 7 ]                                          |
| VIII                                           | 2012-13                                        | 26-05-2013                                                 | Mollet Dolphins (1)                                        | 41-27                                                      | Barcelona Búfals                                           | Municipal La Rasa, Sarrià de Ter                           | [ 8 ]                                          |
| IX                                             | 2013-14                                        | 25-05-2014                                                 | INS Joan Mercader (1)                                      | 45-26                                                      | Mollet Dolphins                                            | Torrelles de Llobregat                                     |                                                |
| X                                              | 2014-15                                        | 23-05-2015                                                 | Igualada Pachamama (1)                                     | 32-6                                                       | Caldes Gladiators                                          | Argentona                                                  |                                                |
| XI                                             | 2015-16                                        | 29-05-2016                                                 | Caldes Gladiators (1)                                      | 44-33                                                      | Barcelona Pagesos White                                    | Granollers                                                 |                                                |
| XII                                            | 2016-17                                        | 10-07-2017                                                 | Barcelona Pagesos White (1)                                | 36-27                                                      | Sarrià de Ter Wolves                                       | Municipal La Rasa, Sarrià de Ter                           |                                                |
| XIII                                           | 2017-18                                        | 18-03-2018                                                 | Barcelona Pagesos White (2)                                | 38-6                                                       | Sarrià de Ter Wolves                                       | Sant Fruitós de Bages                                      |                                                |
| XIV                                            | 2018-19                                        | 29-06-2019                                                 | Barcelona Pagesos White (3)                                | 51-27                                                      | Vinaròs Ironmans                                           | Barcelona                                                  |                                                |
| XV                                             | 2019-20                                        | Edició cancel·lada pel risc públic de contagi del COVID-19 | Edició cancel·lada pel risc públic de contagi del COVID-19 | Edició cancel·lada pel risc públic de contagi del COVID-19 | Edició cancel·lada pel risc públic de contagi del COVID-19 | Edició cancel·lada pel risc públic de contagi del COVID-19 | [ 9 ]                                          |
| XVI                                            | 2021-22                                        |                                                            | Barcelona Pagesos Flag (4)                                 |                                                            | Barberá Rookies                                            |                                                            | [ 10 ]                                         |
| XVII                                           | 2022-23                                        | 23-04-2023                                                 | Barcelona Pagesos Flag (5)                                 | 35-8                                                       | Bigues i Riells Scorpions                                  | CEM Bon Pastor, Barcelona                                  | [ 11 ] [ 12 ]                                  |
| XVIII                                          | 2023-24                                        | 28-04-2024                                                 | Barcelona Pagesos Flag (6)                                 | 21-14                                                      | Bigues i Riells Scorpions                                  | CEM Teixonera, Barcelona                                   | [ 13 ]                                         |

## MVP de la Final
| Edició | Temp.   | Jugador                | refs          |
| ------ | ------- | ---------------------- | ------------- |
| I      | 2005-06 | No atorgat             |               |
| II     | 2006-07 | No atorgat             |               |
| III    | 2007-08 | No atorgat             |               |
| IV     | 2008-09 | Axel Andreu (TUR)      | [ 4 ]         |
| V      | 2009-10 | Roger Navàs (BUF)      | [ 5 ]         |
| VI     | 2010-11 | Javier Izquierdo (BUF) | [ 6 ]         |
| VII    | 2011-12 | Enric Córdoba (PER)    | [ 7 ]         |
| VIII   | 2012-13 | Alejandro Haro (DOL)   | [ 8 ]         |
| IX     | 2013-14 | Albert Solé (MER)      |               |
| X      | 2014-15 | Edu Santacana (PAC)    |               |
| XI     | 2015-16 | Marc Alonso (GLA)      |               |
| XII    | 2016-17 | Philip Winkler (PAG)   |               |
| XIII   | 2017-18 | Marc Minyana (PAG)     |               |
| XIV    | 2018-19 | Xavi Morata (PAG)      |               |
| XVI    | 2021-22 |                        | [ 10 ]        |
| XVII   | 2022-23 | Álvaro Medeiros (PAG)  | [ 11 ] [ 12 ] |
| XVIII  | 2023-24 | Eduardo Guzmán (PAG)   | [ 13 ]        |